# Prototype
En prototype er en foreløbig udgave af et produkt, som fremstilles, inden der påbegyndes en egentlig produktion af det.
Prototyper anvendes af mange forskellige professioner, faggrupper og på tværs af discipliner. Som beskrevet af Paust, Korsgaard og Thrane (2024), så afviger det derfor ofte, hvordan prototyper defineres, beskrives og bruges i forskellige professioner og felter. Mens prototyper ofte er specifikke i mere tekniske kontekster, så kræver brug af prototyper i tidlige udviklingfaser ofte, at prototyperne er mere simple, billige, hurtige og åbne. Baseret på en gennemgang af forskning om prototyper og prototyping fra en vifte af felter, fremsætter forskerne en nyere forståelse af prototyping som "bevidst og formålsbestemt generering og brug af repræsentationer, der konkretisere og manifesterer kritiske aspekter af ideer". På baggrund af denne forståelse, så er prototyper ikke begrænset til specifikke stadier af udvikling eller bestemte produkt og service løsninger, men kan ses som artefakter, der repræsenterer hele eller dele af en idé eller forestillet løsning, uanset dens medie, format eller materiale. 
Formålet med en prototype er bl.a. at demonstrere og teste idéer om funktion og design, men det kan også være et værdifuldt, konkret middel til at kommunikere sine idéer til andre. Er produktet tilstrækkeligt kompliceret, produceres der efter prototyperne ofte en 0-serie. Formålet med 0-serien er at afgøre, hvorvidt produktet kan massefremstilles og sikre, at eventuelle fejl fra prototypen er udbedret.

## Rapid Prototyping
Rapid prototyping dækker over en række teknikker, der bruges til relativt hurtigt at fremstille en prototype, eventuelt for at vurdere om konceptet kan lade sig gøre i praksis.
Bl.a. anvendes 3D-printning ofte til relativt hurtigt at fremstille en fysisk model af produktet.